# سایشی دولبی واک‌دار
سایشی دولبی واکدار یک صامت است که در گفتار برخی از زبانهای جهان به کار می‌رود. نماد این همخوان در الفبای آوانگاری بین‌المللی ⟨β⟩ است.
این صامت در زبان‌های ایرانی نیز وجود داشته است و در فارسی قدیم با حرف ڤ نشان داده می‌شده است.